# Mercedes-Benz M198
Il Mercedes-Benz M198 (o Daimler-Benz M198) è stato un motore a scoppio prodotto dal 1954 al 1963 dalla Casa tedesca Daimler-Benz per il suo marchio automobilistico Mercedes-Benz.

## Profilo e caratteristiche

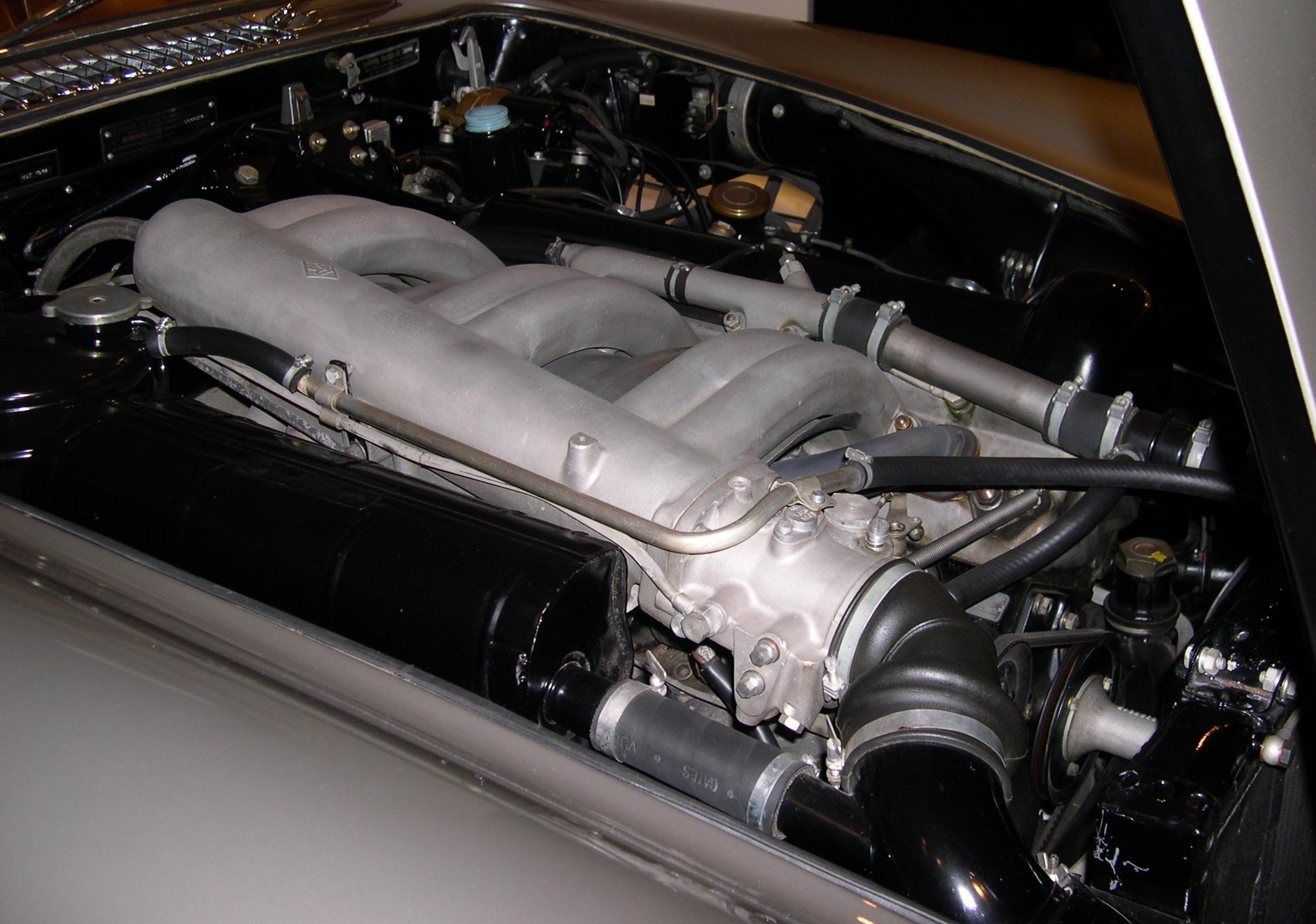
Vista di un motore M198 nel vano motore di una 300 SL "Ali di gabbiano"

Il più potente tra i motori da 3 litri che equipaggiavano la produzione di punta della Casa di Stoccarda durante gli anni cinquanta, siglato M198, deriva per ironia della sorte dal meno potente del lotto, ossia il motore M186, poiché all'epoca dell'inizio della progettazione del motore M198, il tranquillo 3 litri da 115 CV era l'unico motore da 3 litri in produzione, ed anche l'unico che potesse garantire uno sviluppo in chiave sportiva.
Il passaggio dal motore M186 al motore M198 non è stato però diretto: vi è stato uno sviluppo intermedio, consistente nella realizzazione del motore M194, praticamente un M186 ad alte prestazioni alimentato da tre carburatori. Tale motore venne montato sulla Mercedes-Benz 300 SL del 1952, che riuscì ad ottenere anche notevoli successi sportivi.
Tali successi sportivi fecero in modo da allargare gli orizzonti produttivi e le possibilità di sviluppo offerte da tale motore, complice anche il vulcanico Max Hoffmann, importatore Mercedes-Benz negli Stati Uniti, il quale chiese la produzione in serie della 300SL, garantendo alla Casa un sicuro successo commerciale. Già in quello stesso 1952 i vertici della Casa misero quindi in cantiere un progetto volto alla realizzazione di una vettura sportiva derivata dalla 300 SL artefice di non poche soddisfazioni per la Casa stessa. Tale nuovo modello avrebbe dovuto montare un motore derivato dall'unità M194, ma doveva essere anche più potente per contrastare l'aumento di peso del corpo vettura, necessario per rendere il modello appetibile all'alta società presso cui era rivolto. È qui che si ritrova la vera innovazione di questo motore, costituita dall'avvento di una tecnologia fino a quel momento sconosciuta su una vettura di serie: l'alimentazione ad iniezione. Tale soluzione tecnica, all'epoca raffinatissima ed assai esclusiva, è stata voluta da Hans Scherenberg, un tecnico formatosi alla Daimler-Benz Avio, ossia la sezione aeronautica della Daimler-Benz. Durante il suo periodo alla Daimler-Benz Avio, Scherenberg ha constatato la validità dell'alimentazione ad iniezione applicata agli aeroplani, perciò ha pensato di applicare tale soluzione anche ad un'autovettura destinata alla produzione di serie. La proposta venne accettata e di lì a poco nacque il motore M198, un motore la cui sigla è nota agli appassionati della "Stella a tre punte" per essere stata l'unità motrice che ha equipaggiato la Mercedes-Benz 300 SL "Ali di gabbiano" (1954-57) e la 300 SL Roadster (1957-63). Del motore M194 è stata ripresa anche un'altra caratteristica, ossia l'inclinazione del propulsore di 50° verso destra, in modo da abbassare in maniera decisa il baricentro del corpo vettura ed ottenere un muso basso e filante. Ciò ha impedito però di poter creare vetture con guida a destra.
Di seguito sono riportate le caratteristiche generali del motore M198:

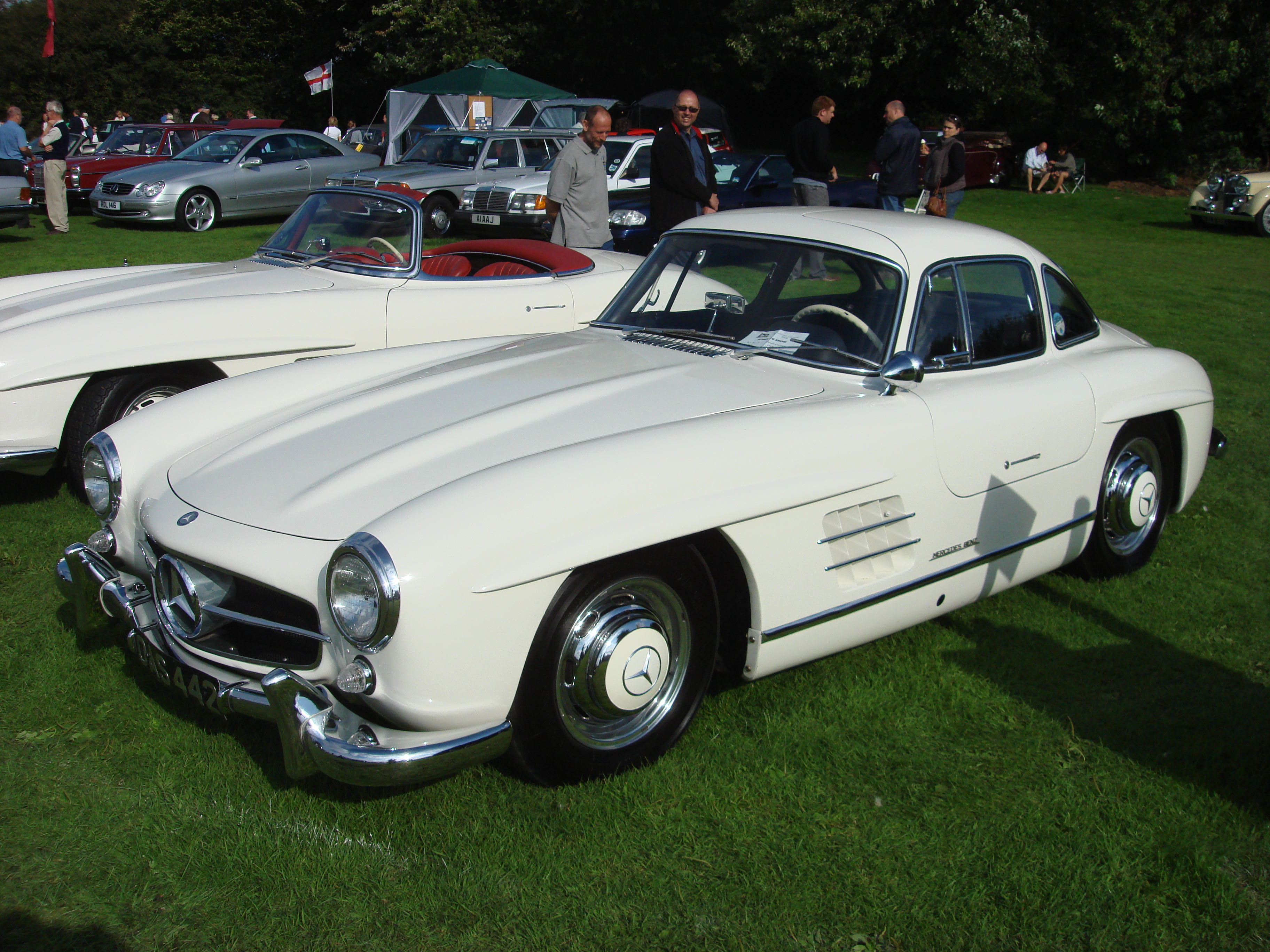
La celeberrima 300 SL "Ali di gabbiano" montava il motore M198

- architettura a 6 cilindri in linea;
- basamento in ghisa;
- testata in lega di alluminio;
- monoblocco di tipo sottoquadro;
- alesaggio e corsa pari ad 85x88 mm;
- cilindrata: 2996 cm³;
- rapporto di compressione: 8.55:1;
- distribuzione ad un asse a camme in testa;
- testata a due valvole per cilindro;
- alimentazione ad iniezione diretta meccanica Bosch;
- pompa di iniezione a 6 pompanti;
- albero a gomiti su 7 supporti di banco;
- potenza massima: 215 CV a 5800 giri/min (225 CV dal 1957);
- coppia massima: 275 Nm a 4600 giri/min.

## Altri motori M198

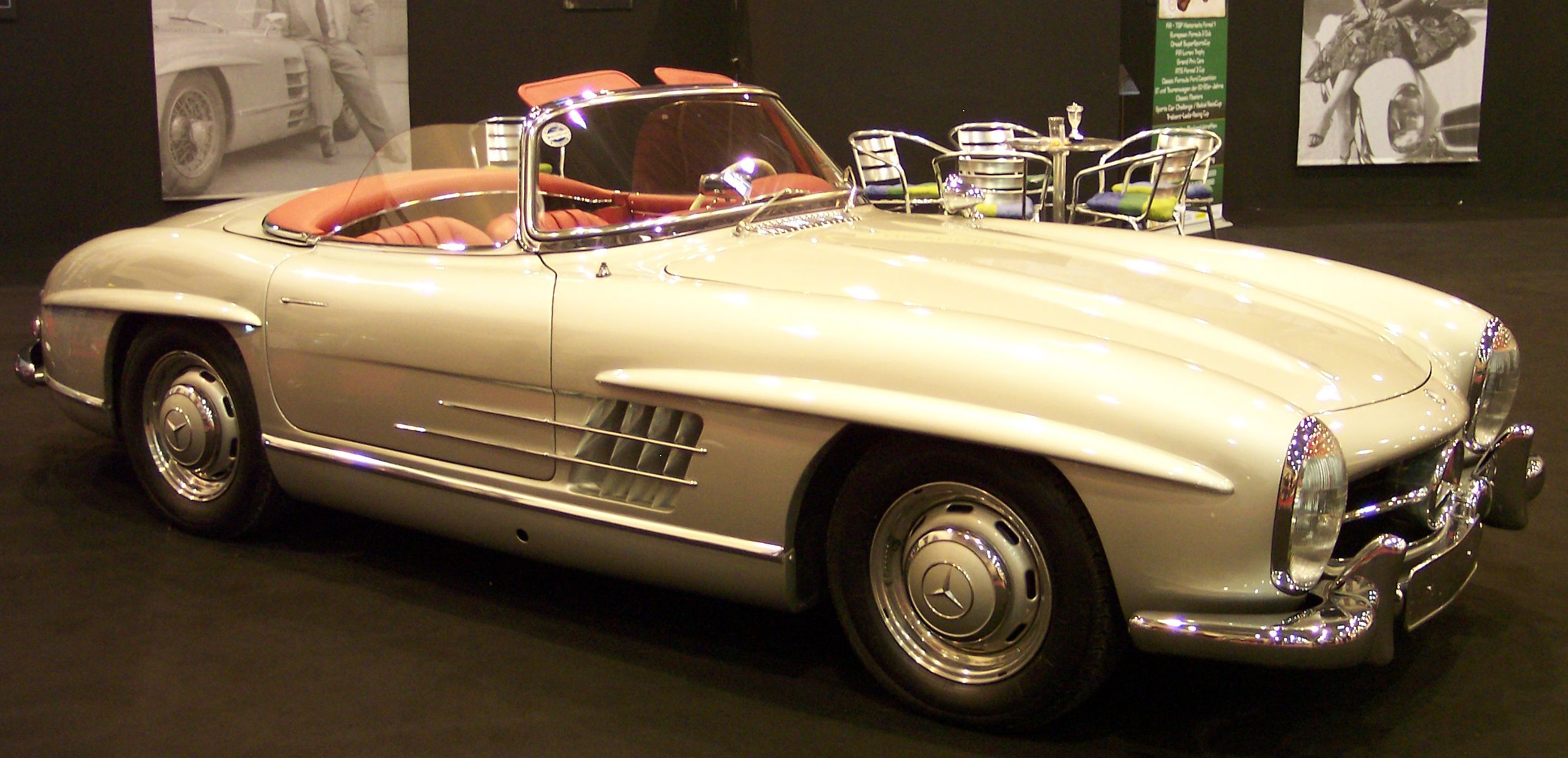
Anche la 300SL Roadster montava il 3 litri M198

Il motore appena descritto era il motore M198 I, prodotto in 3030 pezzi, ma vi sono state altre due varianti derivate da tale motore e prodotte in tiratura assai più limitata.
La prima variante è stata prodotta in appena 29 unità e consisteva in un motore M198 I dotato però di un asse a camme molto più spinto, in grado di portare la potenza massima a 240 CV a 6000-6400 giri/min.
La seconda variante, denominata M198 III, è stata invece prodotta in 209 unità, e differiva dal motore M198 di origine non tanto per le prestazioni, che di fatto erano identiche, quanto per il fatto di avere un monoblocco interamente in lega di alluminio. Il motore M198 III è stato l'unico motore M198 prodotto interamente in lega leggera, ed è stato montato sulle ultime 300SL roadster.
In totale sono stati quindi prodotti 3258 motori M198: 1400 sono finiti sotto il cofano di una "300 SL Ali di gabbiano", mentre i restanti 1858 hanno equipaggiato la successiva 300 SL Roadster.